# ポリ塩化ビニリデン
ポリ塩化ビニリデン（polyvinylidene chloride、PVDC）は、塩素を含むビニリデン基を重合させた、非晶性の熱可塑性樹脂に属する合成樹脂。CAS番号9002-85-1。直接のモノマーには、1,1-ジクロロエチレン(塩化ビニリデンモノマー)(CH2＝CCl2)が相当する。

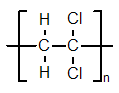
ポリ塩化ビニリデン

## 種類
単体で使用される例はほとんど無く、塩化ビニル(PVC)またはアクリロニトリルなどとの共重合体が使用される。

## 製法
1,1-ジクロロエチレン(塩化ビニリデンモノマー)(CH2＝CCl2)の重合でも得られるが、工業的には以下の製法が行われている。
前工程として1,2-ジクロロエタンを製造する。エチレンと、塩化ナトリウムを電気分解して得られる塩素または塩化水素とを反応させる。
CH2=CH2 + Cl2　→　CH2Cl－CH2Cl
CH2=CH2 + 2HCl + 1/2O2　→　CH2Cl－CH2Cl + H2O
1,2-ジクロロエタンを、水酸化カルシウムまたは水酸化ナトリウムを使用した脱塩酸反応で塩化ビニリデンモノマーを得、精製後これに乳化剤を加えながら重合し製造する。
n CH2Cl－CH2Cl + n Ca(OH) 2　→　[－CH2－C(Cl2)－] n + n CaCl2 + n H2O　（石灰乳法）
n CH2Cl－CH2Cl + n NaOH　→　[－CH2－C(Cl2)－] n + n NaCl + n H2O

## 特徴
- 無色透明。熱安定性に優れ、成型時の焼けなどによる着色が起こりにくい。ただし、 125 °Cを越えると分解し、塩化水素が発生する[1]。

- 化学薬品類に対する優れた耐薬品性を持つ。高温時のジメチルホルムアミドやジエチルホルムアミドには可溶。
- 耐水性に優れる。
- 適度な弾性を持つ。
- 防湿性とガスバリア性の両方を兼ね備える他のプラスチックフィルムに無い性質を持つ。また、フィルムは自己粘着性を持つ。
- 難燃性を持つ。

## 改質
コンパウンド
抗酸化剤や紫外線吸収剤などを添加し、機能を付与する。

## 歴史
ポリ塩化ビニリデンの重合物は1872年にBaumannによって発見され、1930年にStaudingerも研究しているが重合物は加工が容易ではなく実用的ではなかった。
1933年、アメリカミシガン州ミッドランドにあるダウケミカルの研究所で実験器具を洗浄するアルバイトをしていた大学生ラルフ・ウイリーが、ビーカーの底に付着した残滓が洗い流せないことを発見したことから開発がスタートした。研究者らはこれを小さな孤児アニーに登場する架空の物質にちなみ「イオナイト」と命名、ダウケミカルはこれを改良し繊維やフィルムへの加工生産を開始した。当初は第二次世界大戦の戦場で、靴のインソールや火薬類を湿気から守るフィルムなどとして使われた。戦後、包装分野への展開が図られたが、あまり普及しなかった。しかし、 サランラップに代表される食品用ラップフィルムとして、PVCとの共重合体利用が発案され、以後用途拡大が進んだ。ラルフ・ウイリーはその後ダウケミカルに就職し、薬品の開発に関わっている。
1990年代頃から、PVDCが塩素原子を含むことからダイオキシンなど環境負荷を懸念する声があり、ポリエチレンやポリメチルペンテンなどを使用したラッピングフィルムなど競合製品の上市も相次いでいる。このような状況に対応し、塩化ビニリデン衛生協議会はPVDCの安全性のアピールとともに、ごみ分別の啓蒙活動などに取り組んでいる。

## 使用例
PVC共重合体は包装用フィルムとしての用途が最も多い。これは、家庭用から運送用まで、簡易かつ強固に梱包ができる材料として重宝されている。繊維加工されたものはカーテンなどの難燃性が求められる用途に使われる。また、ラテックスに混ぜ込み防水・防湿性を付与する使用法もある。一方アクリロニトリル共重合体は、他のフィルム材料や金属・紙などに防湿性などを付与するコーティング材料としても使用される。

## 環境への悪影響
日本の一般消費社会ではあまり認識されていないが、食品ラップは日本ではいまだポリ塩化ビニリデン材料の製品が売上高約8割を占めており、これらは焼却に伴いダイオキシン発生の原因となる上、発生する塩化水素によりPETボトルなどリサイクル可能な廃棄プラスチックにごく微量（PETの場合100ppm）でも混入するとそのリサイクル材の化学分解を引き起こし品質を低下させるなど、極めて問題が多い。欧米ではラップのみならず食品包装材一般についてポリ塩化ビニル系材料の排除が進んでいるが 、日本ではその取り組みが遅れている。

## 参考資料
- 大井秀三郎・広田愃 『プラスチック活用ノート』 伊保内賢編、工業調査会、1998年。ISBN 4-7693-4123-7
- 「サランラップ」と姉妹品◆旭化成ライフ＆リビング株式会社